# Moody, Texas
Moody là một thành phố thuộc quận McLennan, tiểu bang Texas, Hoa Kỳ. Năm 2010, dân số của xã này là 1371 người.

## Dân số
- Dân số năm 2000: 1400 người.
- Dân số năm 2010: 1371 người.